# فايف نايتس آت فريديز 3
فايف نايتس آت فريديز 3 (بالإنجليزية: Five Nights at Freddy's 3) هي الجزء الثالث من سلسلة ألعاب الرعب «خمس ليالي في فريدي»، صدرت بتاريخ 2 مارس عام 2015م.
تحكي القصة بعد ثلاثين عاما من ازمة مطعم فريدي وياتي بها الاحداث:
ان قاتل الأطفال ال5 (الرجل البنفسجي) ارواح الأطفال ال5 قد عثرت عليه بعد طول انتظار فهرب منهم القاتل فوجد بذلة سبرينج بوني
فخدع الاشباح وفارتدها وهناك فكرتان ان القاتل البنفسجي قد مات ولبست روحه البذلة فأصبح يدعي سبرينج تراب والاخر يقول انه نسي جزء من اسكلتون داخل البذلة فالتصق وهو حي وبعد 30 سنة من الانتظار أصبح سبرينج تراب يتجول في المطعم من 12 ال مجي ال6 فجرا
وحرق المطعم لهذا عندما ترا الشخصيات تكون متحشمة ولكنها لا تقضي عليك الوحيد الذي يخرجك من اللعبة هو سبرينج تراب ولكنه يريدك ان تساعده وأنت تموت من الخوف وهذا فكرة من معجبين باللعبة (ترتيب الاحداث كان الجزء 5 .ال4 ثم ال 2ثم ال1 ثم ال3 ثم ال6

## هجمات الشخصيات
تم إلغاء بعض الشخصيات من اللعبة وهم (الأولدس والتويز)
أي عادوا كالجزء ال1 ولكن باضافة مانجل وفتي البالونات والماورينت (البوبت) ومسح بوني
(ملاحظة: تقوم مانجل أحيانا بالهجوم ولكنها تاتي عندك بالنافذة وتشغل الراديو الخاص بها (كرايدو الذي يبعد سبرينج تراب) ثم ياتي سبرينج تراب

## مصدر
1. ↑  جوجل بلاي، 45.1.12-29، جوجل، 6 مارس 2012، QID:Q79576
2. ↑  آب ستور، 10 يوليو 2008، QID:Q368215
3. ↑  "Five Nights At Freddy's 3 Launches On PC". مؤرشف من الأصل في 2018-01-31. اطلع عليه بتاريخ 2015-03-03.

## وصلات خارجية
- فايف نايتس آت فريديز 3 على موقع IMDb (الإنجليزية)
- الموقع الرسمي
- Five Nights at Freddy's 3 on IndieDB